# Варблево (Поморське воєводство)
Варблево (пол. Warblewo) — село в Польщі, у гміні Слупськ Слупського повіту Поморського воєводства.
Населення — 270 осіб (2011).

## Демографія
Демографічна структура станом на 31 березня 2011 року:
|          | Загалом | Допрацездатний вік | Працездатний вік | Постпрацездатний вік |
| -------- | ------- | ------------------ | ---------------- | -------------------- |
| Чоловіки | 138     | 20                 | 106              | 12                   |
| Жінки    | 132     | 26                 | 84               | 22                   |
| Разом    | 270     | 46                 | 190              | 34                   |